# نجات محمدوف (بازیکن فوتبال)
نجات محمدوف (ترکی آذربایجانی: Nicat Məmmədov؛ زادهٔ ۲۴ ژانویهٔ ۲۰۰۱) بازیکن فوتبال است.
وی همچنین در تیم ملی فوتبال زیر ۱۷ سال جمهوری آذربایجان بازی کرده‌است.